# Oreos
Oreos (Oreosomatidae) zijn een familie van straalvinnige vissen uit de orde van Zonnevisachtigen (Zeiformes).

## Onderfamilies en geslachten
- Onderfamilie: Oreos (Oreosamatinae)
  - Allocyttus McCulloch, 1914
  - Neocyttus Gilchrist, 1906
  - Oreosoma G. Cuvier, 1829
- Onderfamilie: Pseudocyttinae
  - Pseudocyttus Gilchrist, 1906